# Kraj Gornji (Dubravica)
 Kraj Gornji  falu Horvátországban Zágráb megyében. Közigazgatásilag  Dubravicához tartozik.

## Fekvése
Zágrábtól 23 km-re északnyugatra, községközpontjától  2 km-re délre, a Szutla bal partján, a szlovén határ mellett  fekszik.

## Története
A falunak 1857-ben 298, 1910-ben 486 lakosa volt. Trianon előtt Zágráb vármegye Zágrábi járásához tartozott. Kraj Gornji déli része ma Marija Gorica községhez tartozik. 2011-ben az északi résznek 169, a déli résznek 145 lakosa volt.

## Lakosság
| Lakosság változása | Lakosság változása | Lakosság változása | Lakosság változása | Lakosság változása | Lakosság változása | Lakosság változása | Lakosság változása | Lakosság változása | Lakosság változása | Lakosság változása | Lakosság változása | Lakosság változása | Lakosság változása | Lakosság változása | Lakosság változása |
| ------------------ | ------------------ | ------------------ | ------------------ | ------------------ | ------------------ | ------------------ | ------------------ | ------------------ | ------------------ | ------------------ | ------------------ | ------------------ | ------------------ | ------------------ | ------------------ |
| 1857               | 1869               | 1880               | 1890               | 1900               | 1910               | 1921               | 1931               | 1948               | 1953               | 1961               | 1971               | 1981               | 1991               | 2001               | 2011               |
| 298                | 332                | 349                | 369                | 391                | 486                | 436                | 478                | 493                | 466                | 466                | 415                | 374                | 376                | 200                | 169                |

## Külső hivatkozások
Dubravica község hivatalos oldala